# Cheilanthes juergensii
Cheilanthes juergensii är en kantbräkenväxtart som beskrevs av Eduard Rosenstock. Cheilanthes juergensii ingår i släktet Cheilanthes och familjen Pteridaceae. Inga underarter finns listade.